# Karokia
Karokia is een geslacht van rechtvleugeligen uit de familie veldsprinkhanen (Acrididae). De wetenschappelijke naam van dit geslacht is voor het eerst geldig gepubliceerd in 1964 door Rehn.

## Soorten
Het geslacht Karokia omvat de volgende soorten:
- Karokia blanci Rehn, 1964
- Karokia memorialis Gurney & Buxton, 1968